# Parque nacional de la Reina Isabel
El Parque nacional de la Reina Isabel es un espacio protegido que constituye la reserva de caza más visitada del país africano de Uganda.
El parque nacional se encuentra en el oeste de Uganda, abarca los distritos de Kasese, Kamwenge, Bushenyi y Rukungiri. Se localiza a unos 376 kilómetros, por carretera, al suroeste de Kampala, la capital de Uganda y la ciudad más grande del país. La ciudad de Kasese está situada cerca de la orilla noreste del parque, mientras que la ciudad de Bushenyi, está situada en las afueras de las límites del sudeste del parque.

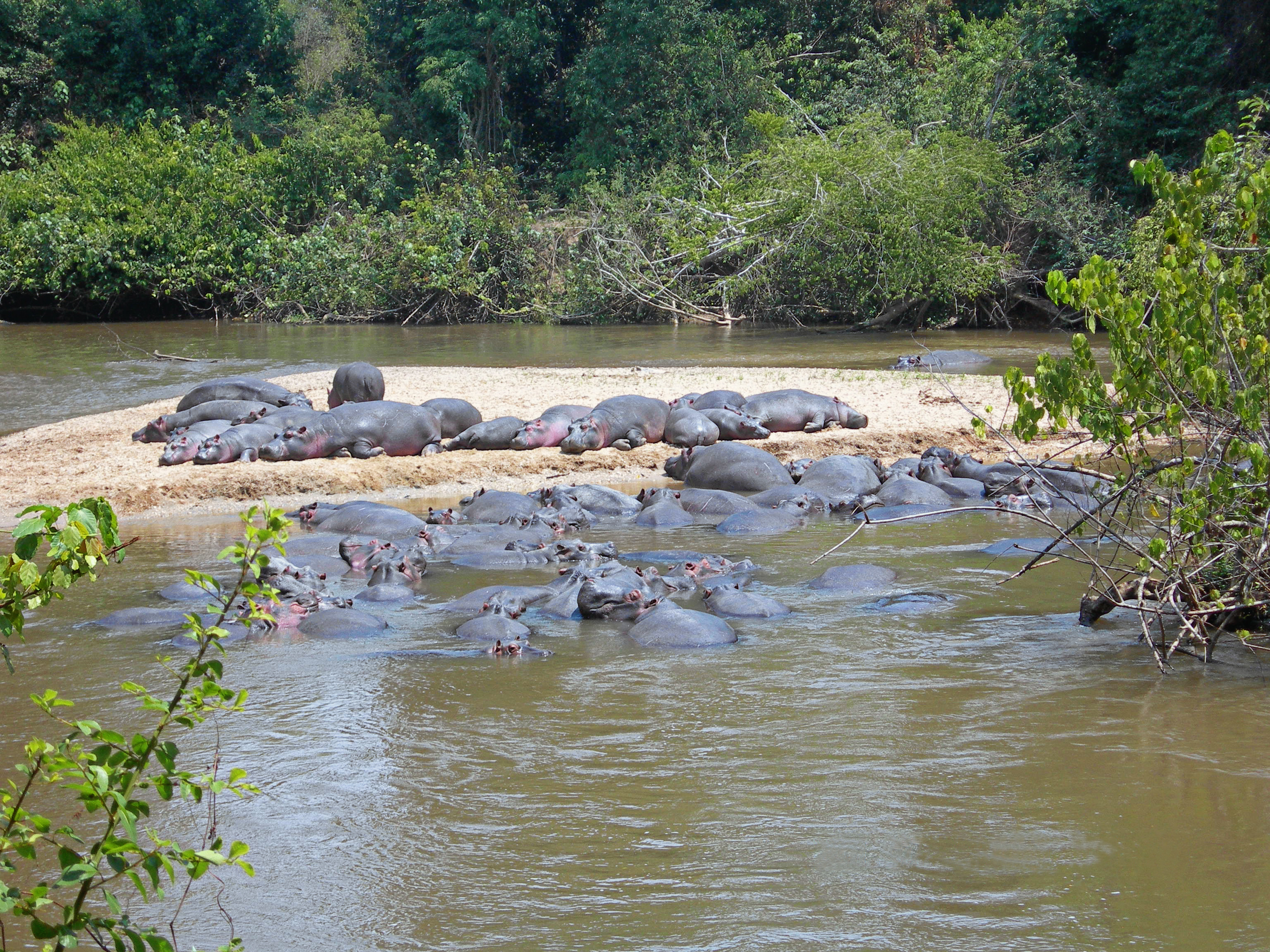
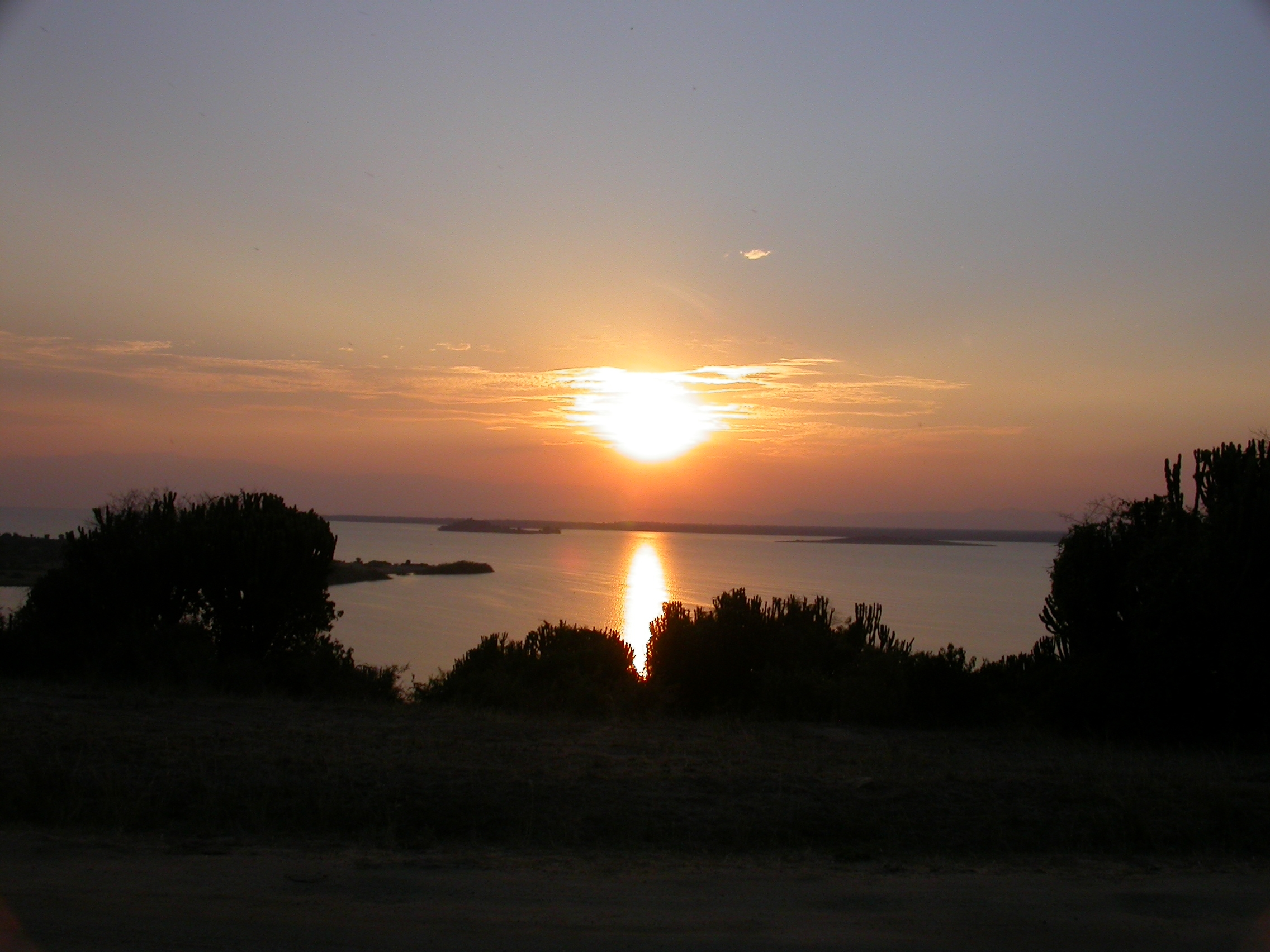
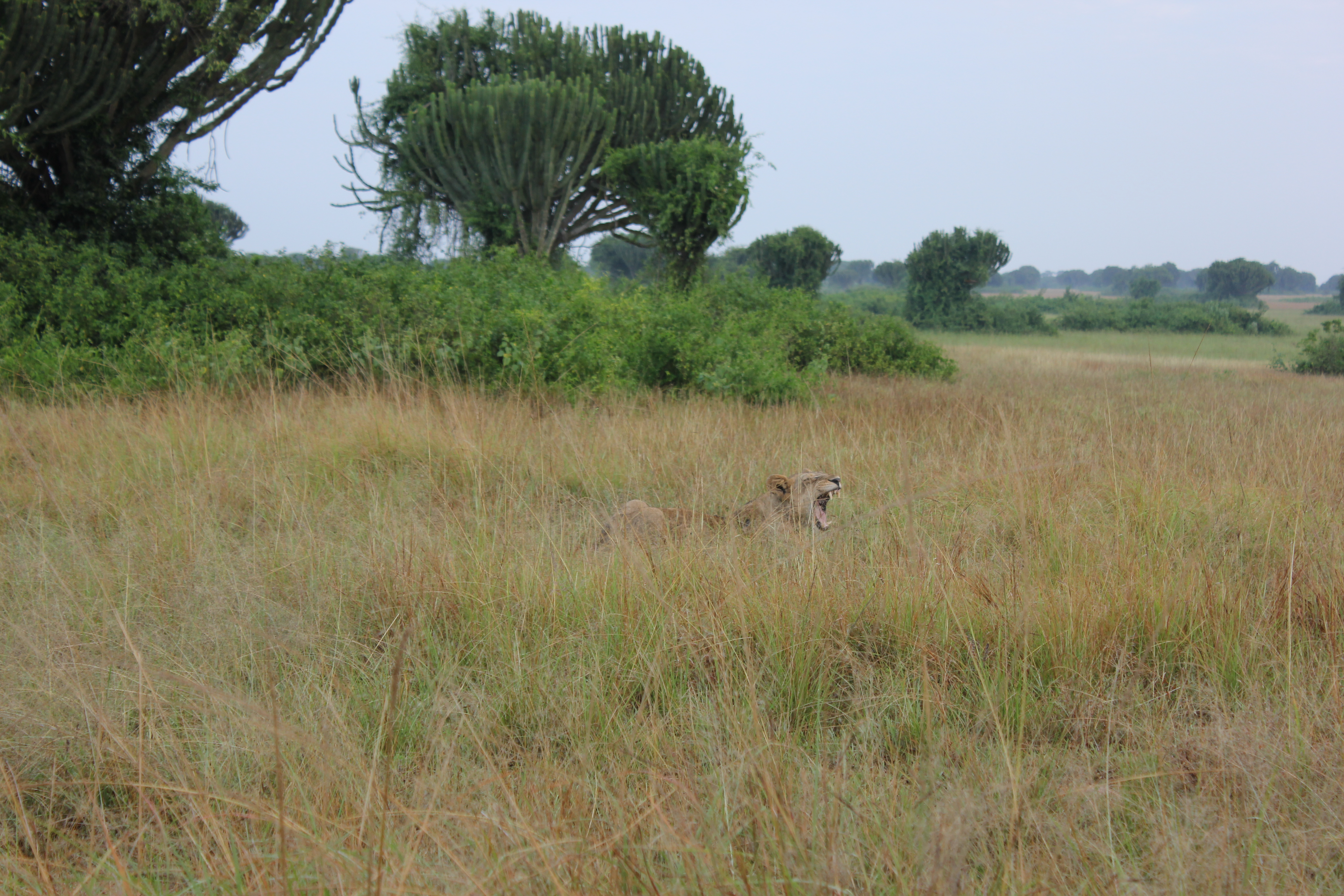